# S'ha acabat el joc

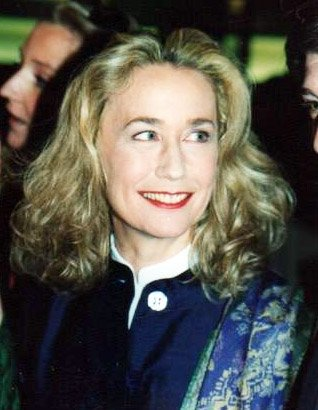
Fotografia de Brigitte Fossey, protagonista del film.

S'ha acabat el joc (títol original: 3615 code Père Noël) és una pel·lícula francesa dirigida per René Manzor, estrenada l'any 1990. Ha estat doblada al català.

## Argument
Thomas, 9 anys, té dues passions: la informàtica i els súpers-herois de l'estil de Rambo.
Però creu encara en el Pare Noel. Amb gran desesperació de la seva mare i del seu avi, ha transformat el castell familiar en terreny de jocs: càmeres de vigilància a totes les habitacions, paranys, trampes, xarxes, un enorme passatge secret ple de joguines.
El vespre del 24 de desembre, Thomas espera, amagat sota la taula, l'arribada del Pare Noel, decidit a capturar-lo. Però sota el vestit vermell s'amaga un psicòpata, amb qui Thomas ha conversat a Minitel. El psicòpata ha estat despatxat del seu treball de pare Noel per la mare de Thomas, directora d'un magatzem de joguines.

## Repartiment
- Alain Musy: Thomas de Frémont
- Louis Ducreux: Papy, l'avi de Thomas
- Brigitte Fossey: Julie, la mare de Thomas
- Patrick Floersheim: el Pare Noel
- François-Éric Gendron: Roland, el soci de Julie
- Franck Capillery: el policia

## Al voltant de la pel·lícula
El jove heroi que surt als crèdits amb el nom d'Alain Musy és interpretat per Alain Lalanne, nascut l'any 1978, que no és altre que el fill del director René Manzor, nom de ploma de René Lalanne, germà de Francis i Jean-Félix Lalanne.
L'única cançó del film és Merry Christmas interpretada per Bonnie Tyler.
El film va ser presentat fora de competició al Festival internacional de cinema fantàstic d'Avoriaz 1990.